# سامي تايلور
سامي تايلور (بالإنجليزية: Sammy Taylor)‏ (23 سبتمبر 1933 بغلاسكو في المملكة المتحدة - 6 نوفمبر 2013 ببرستون في المملكة المتحدة) هو مدرب كرة قدم ولاعب كرة قدم بريطاني في مركز جناح ‏. لعب مع بريستون نورث إيند ونادي ساوثبورت ونادي فالكيرك ونادي كارلايل يونايتد ونادي موركامب وDunipace F.C. ‏.

## وصلات خارجية
- سامي تايلور على موقع قاعدة بيانات كرة القدم.إي يو (الإنجليزية)